# Роман (митрополит Литовсько-Руський)
Роман — митрополит Литовсько-Руський у 1354 — 1362 роках. 
По смерті митрополита київського Феогноста у 1354 році, тверський монах Роман, за підтримкою Великого князя литовського Ольґерда, намагався зайняти звільнену катедру, але його випередив архієпископ Владимирський Олексій, якого призначив патріарх Константинопольський Філофей митрополитом Київським з осідком у Володимирі-на-Клязьмі. Роман ж став митрополитом Литовсько-Руським, резиденція якого розміщувалася у Новогрудку.
Того ж року Вселенським патріархом визнано місто Володимир-на-Клязьмі другою резиденцією Київських митрополитів за умови, що Київ й надалі вважатиметься головним кафедральним містом.
Незадоволені Ольґерд та митрополит Роман розпочали затяжну боротьбу за київську митрополію, у Царгороді та в митрополії. Сприяючи антимосковським планам Ольґерда, митрополит Роман намагався перенести катедру митрополита Київського та усієї Руси з Москви (де вона тоді перебувала) назад до Києва. Прибувши до Києва, куди сягала влада князя Ольґерда, митрополит Роман оголосив себе митрополитом Київським та усієї Руси.
У 1358 році митрополит Роман приїхав у Тверь, де був прийнятий з великою пошаною тверськими князями, які перебували в родинних стосунках з Ольґердом та ворогували з Московією. 
1361 року Константинопольський патріарх уточнюючи межі юрисдикцій митрополита Романа та Олексія, визнав єпархії Малої Русі (Холмську, Галицьку, Перемиську та Луцьку) — частиною Литовської митрополії.
У 1362 році митрополит Роман помер. Після його смерти великий князь Ольґерд продовжує боротьбу за окремого митрополита для Литви-Руси та проти митрополита Олексія. 